# Barra Funda (Río Grande del Sur)
Barra Funda es un municipio brasileño del estado de Rio Grande do Sul.
Está situado a una latitud de 27º55'23" Sur y una longitud de 53º02'21" Oeste, estando a una altitud de 385 metros sobre el nivel del mar. Su población estimada para el año 2004 era de 2.362 habitantes.
Ocupa una superficie de 641,65 km².
- Datos: Q584762
- Multimedia: Barra Funda / Q584762